# ژان-فرانسوا مارمونتل
ژان-فرانسوا مارمونتل (به فرانسوی: Jean-François Marmontel) شاعر، تاریخدان، رمان‌نویس، دانشنامهنویس، نمایش‌نامه‌نویس و فیلسوف قرن هجدهم میلادی اهل فرانسه است.